# 中国人民志愿军第二十六军第八十八师
中国人民志愿军第二十六军第八十八师，是中国人民志愿军曾经的一个师。

## 历史
该师前身是1948年1月，以华中6分区第1、2、3支队组建的华中指挥部第六军分区独立旅，旅部由军分区机关兼。1948年12月，苏北军区第6军分区独立旅脱离6分区，划归华东野战军12纵队建制，改称华东野战军第十二纵队第三十四旅，后整编为中国人民解放军第三十军第八十八师，1950年10月，第三十军被裁撤，八十八师划归第二十六军入朝作战，为中国人民志愿军第二十六军第八十八师。入朝前该部几乎没有正面大型作战的经验。
入朝后，参加长津湖战役，跟随第二十六军担任预备队，在长津湖的严寒中出现了大量非战斗减员。在接收到上级命令出发前往战场时，时任师长吴大林考虑到战士们已经宿营了，不忍心把他们叫起来，同时他还认为雪夜中行军容易迷路，因此打算等天亮后再出发，擅自推迟了15个小时的出发时间，贻误了重要战机。直接导致志愿军没有足够的兵力攻占下碣隅里，间接导致了美国海军陆战队第1师大部成功撤退。战后，吴大林作为八十八师师长在军事会议上被九兵团司令员宋时轮大骂“苏北老兵油子”，宋时轮甚至一度下令要将吴大林枪毙。但得益于二十七军在场的干部求情，最终没有成行。1955年授衔，吴大林仅获大校军衔。
1951年2月，九兵团在咸兴整训，八十八师被裁撤。

## 沿革
参考资料：
| 部隊番號                           | 使用時期             |
| ---------------------------------- | -------------------- |
| 华中指挥部第六军分区独立旅         | 1948年1月-1948年11月 |
| 华东野战军第三十四旅               | 1948年11月-1949年2月 |
| 中国人民解放军第三十军第八十八师   | 1949年2月-1950年10月 |
| 中国人民志愿军第二十六军第八十八师 | 1950年10月-1951年2月 |